# Malam Bacai Sanhá
Malam Bacai Sanhá (n. 5 mai 1947, Empada⁠(d), Sul Province⁠(d), Guineea-Bissau – d. 9 ianuarie 2012, Paris, Île-de-France, Franța), a fost președinte al Guineei-Bissau, în perioada 8 septembrie 2009 - 9 ianuarie 2012.
1. 1 2  Malam Bacai Sanha, Munzinger Personen, accesat în 9 octombrie 2017
2. 1 2 3 4  Fichier des personnes décédées mirror, accesat în 2 februarie 2024
3. ↑  BBC News - Guinea-Bissau leader Malam Bacai Sanha dies in Paris (în engleză), accesat în 27 octombrie 2012